# Johan August Wahlberg

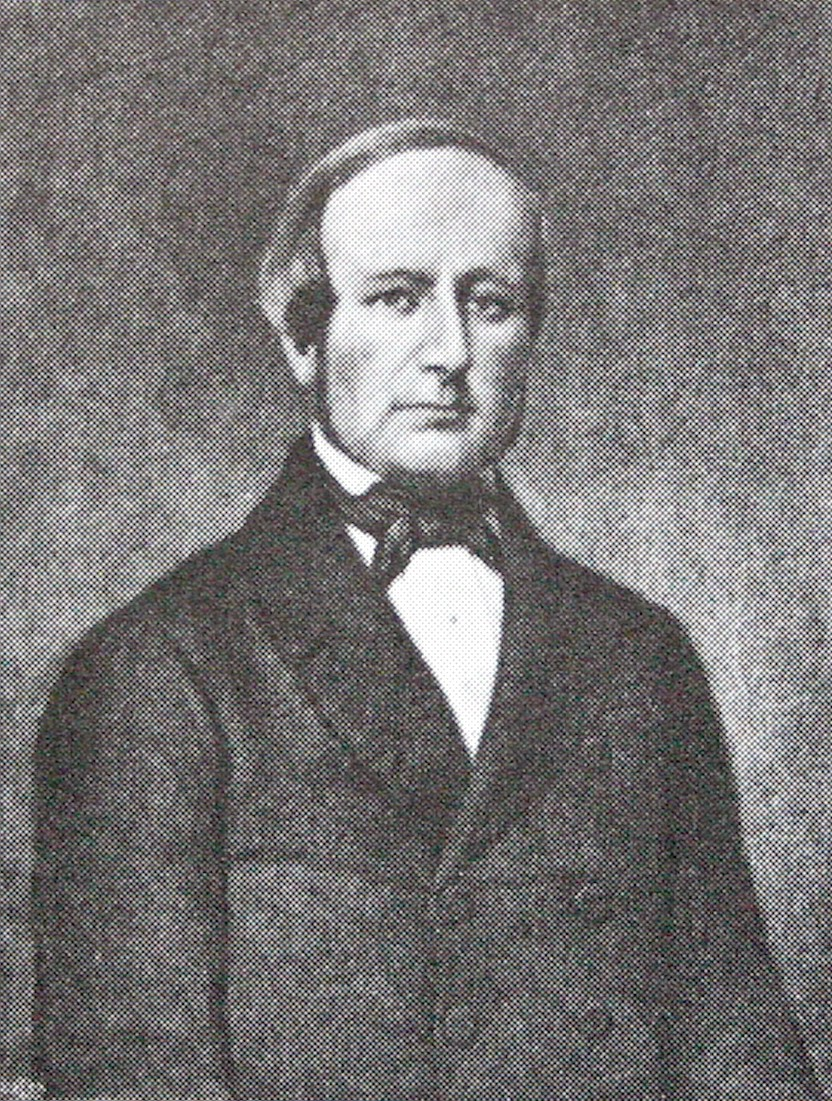
Porträt von Johan August Wahlberg

Johan August Wahlberg (* 9. Oktober 1810 in Lackarebäck, Schweden; † 6. März 1856 Ngamisee, Betschuanaland) war ein schwedischer Naturforscher und Entdecker.

## Leben
Wahlberg wurde 1810 als Sohn eines Großhändlers geboren. Im Alter von neun Jahren starb der Vater, zwei Jahre später die Mutter. Wahlberg bekam zuerst Privatunterricht und wechselte dann auf das Gymnasium nach Linköping. 1829 begann er ein Chemie-Studium an der Universität Uppsala und wechselte nach einem Jahr zu Forst- und Landwirtschaft. 1832 begleitete er den Entomologen Carl Henrik Boheman bei einer Reise nach Norwegen. 1833 und 1834 reiste er durch Schweden und Deutschland zu verschiedenen Forstforschungsprojekten. Er machte auch ein Examen als Landvermesser und schloss sein Studium 1834 ab. 1836 erhielt er den Titel „Ingenieur“ und unterrichtete an der Schule für Landvermessung Physik, Geschichte, Naturwissenschaften und Astronomie.
Zwischen 1838 und 1856 reiste er durch das südliche Afrika und sandte Tausende von Tieren und Pflanzen nach Schweden, darunter große Säugetiere wie Elefanten, Nashörner, Giraffen, aber auch tausende Vogelarten und mehr als 8000 Insektenarten. Bei einer Exkursion wurde Wahlberg von einem verletzten Elefanten getötet.
Weil die Nachricht von seinem Tod noch nicht in Schweden angekommen war, wurde er im Oktober 1856 zum Mitglied der Königlich Schwedischen Akademie der Wissenschaften gewählt. Er ist damit das einzige Mitglied der Akademie, das nach seinem Tode gewählt wurde.
Zahlreiche Tier- und Pflanzenarten wurden von Wahlberg entdeckt und sind nach ihm benannt, darunter die Epaulettenflughundeart Epomophorus wahlbergi, der Wahlberg-Gecko (Homopholis wahlbergii) sowie die Afrikanische Blütenmantis (Pseudocrabothra wahlbergii).

## Werke (Auswahl)
- Bref från naturforskaren. In: Öfversigt af Kongl. Vetenskaps-akademiens forhandlingar. Band 11, Nr. 5, 1854, S. 159–163 (schwedisch, biodiversitylibrary.org [abgerufen am 26. April 2015]).